# めもくらむ〜大正キネマ浪漫〜
『めもくらむ〜大正キネマ浪漫〜』（めもくらむ〜たいしょうキネマろまん〜）は、赤石路代による日本の漫画。『月刊フラワーズ』（小学館）にて、2018年2月号（2017年12月28日発売）から2020年6月号（2020年4月28日発売）まで連載された。

## 概要
大正時代の無声映画全盛期を舞台に、その時代を生きた人々の物語である。
「最初の映画女優って誰だろう?」という疑問を抱いた赤石路代が調べてみると、実は男性だったことが判明し、これが本作執筆の動機になった。
赤石は大正浪漫作品を得意とし、本作も少女漫画なのではあるが、BLもの的に結末する。女優の大倉照結はマンガ大賞2021において「とっても切なくも心温まる良品です」とコメントしている。

## あらすじ
大正9年、下宿先を訪ねる活動写真の脚本家大鐘小六は、親戚の家を訪ねてきた立花椿と出会いがしらにぶつかり、カフェーでミルクを奢る羽目に陥る。そこで出会った芝居のうまい絶世の美少女立花乙香にたちまち恋をするが、乙香は小六の下宿屋の主人で、椿の探していた親戚であり、実は男の立花乙次郎だとわかる。乙次郎は「活動写真の女優になりたいから協力してくれ」と小六に告げる。
カフェーでは、人気新劇女優の竹尾須真子が現れ、女優志願の娘に須真子の当たり役でもある「ナターシャの唄」を演じさせ、成り行きから乙香も演じることになる。須真子は乙香の声質がアルトであることからダメ出しをするが、その演技に魅せられた活動写真の人気俳優・東海林鷹男は自分も出演する富士映画の「ナターシャの唄」のナターシャ役のオーディションに乙香を参加させる。圧倒的な演技力をみせた乙香であったが、オーディションは出来レースであり松原琴子に内定していた。また、富士映画では「ナターシャの唄」の結末部分を変更しており、乙香は猛反発することになる。
乙香、鷹男、小六は独自に「ナターシャの唄」の活動写真を作ろうとする。同時に鷹男は乙香が男性であるとは知らないまま、乙香に惹かれて行くのだった。当初、ほかの映画会社で製作を行うとしていたが、富士映画の妨害工作によって、頓挫。「天才」と呼ばれながら映画界から姿を消した八神正太郎を探し出し、監督を依頼する。八神の人脈でスタッフも集まり、「ナターシャの唄」の撮影がスタートする。
小六が書いた初稿ではアレクセイとナターシャは共に死を選ぶ結末であったが、乙次郎がナターシャの主体が無いと反発。須真子の舞台版では敵役をナターシャが切り捨てるという結末。これを踏まえ小六はナターシャが自らの足を切断し、アレクセイと2人で生きてゆくという脚本を書き上げた。
活動写真「ナターシャの唄」は異例の大ヒットとなる。
乙次郎は一作で女優を辞めるつもりでいたが、続編製作の話も持ち上がってくる。乙次郎もまた鷹男に惹かれつつあった。そんな中、鷹男の父親が妻子を捨てて駆け落ちした相手が亡くなった乙次郎の実母だったということが判明。乙次郎は鷹男の前から姿を消す決心をする。
女優の才がある椿を須真子に預けると、乙次郎は東京から離れ、地方巡りの小劇団で日本各地を興業していたが、やがて鉛毒の症状が現れ、劇団を離れ、神田の雑貨屋の店番をしながら療養する。乙香を探していた鷹男は、ついに乙香と再会を果たすが、関東大震災に罹災する。瓦礫に挟まれた鷹男の脚を「2人で生きてゆくために」と乙次郎が切断。
時は流れて21世紀。日本を代表する女優となっていた椿はテレビ番組に出演し、当時を振り返る。震災と戦災を経て全て失われたと思われていた「ナターシャの唄」のフィルムが上映される。そこには時を経てなお、めもくらむようなまばゆさのナターシャ＝乙香の姿があった。

## 登場人物
立花 乙次郎 / 乙香
歌舞伎の名家の妾腹として生まれ、家を追い出されてからは旅芸団の一員として全国を巡っていたこともあり、台詞を覚えることと演技力は高い。
母（と兄）が遺した下宿屋「立花」を営んでおり、様々な関係者が下宿することになる。
「ナターシャの唄」のナターシャを演じることを目的としているが、これは亡き母が竹尾須真子にナターシャ役を取られたことも動機となっている。
終盤、鉛毒の症状（手の震えなど）が起きるようになる。関東大震災を鷹男と共に生き延びたが（その際に鷹男の脚を切断している）、鷹男が亡くなった後に鉛毒で亡くなったと語られている。
東海林 鷹男
活動写真の人気二枚目俳優。歴史に残る映画を作ることを夢見ている。ミルクホールで乙香の演技に出会い惚れ込む。
関東大震災の際に脚を瓦礫に挟まれるが、脚を切断することで生き延びた。震災後、1年ほどして脚の傷が元で亡くなったとされる。
大鐘 小六
活動写真の脚本家。
横浜の紅月園の少女歌劇にはまりその舞台の脚本も書いたことがあるが、台詞や筋書きを改変された上に舞台は当たらなかった。紹介によって活動写真のほうに改変前の脚本が採用された際には、その活動写真は好評だった。
立花 椿
乙次郎の兄新一郎の娘。尋常小学校に通う。元気でちゃっかりもの。友人の頼みでかけあいの活動弁士をやることになる。
一度読んだ、見た演技を再現できる能力があり、表現力やアドリブ力も高い。ただ、それ故に舞台上では目立ち過ぎるという問題もある。
作中、「椿姫」ではマルグリットの侍女、「人形の家」では主人公ノーラの娘、「青い鳥」でミチルを演じる。最終話では自身を題材にしたテレビドラマも作られていたことが語られており、日本を代表する女優として名を残している。
竹尾 須真子
新劇の人気女優「ナターシャの唄」を大ヒットさせた。新人女優に当たりがきついが、それは舞台上の演技に対して真摯である故でもある。
ナターシャの役を手に入れるために成形手術（隆鼻手術）を受けたことがあるとも噂され、本人もそれを否定せず、顔に熱を持ち氷で冷やしている描写もある。
作中、「椿姫」ではマルグリット、「人形の家」では主人公ノーラ、「青い鳥」で夜の女王を演じる。
椿の師匠となり、最終話（2001年）でも存命で椿と電話で話していた。
立花 新一郎
乙次郎の実兄で歌舞伎俳優（乙次郎と同じく妾腹）。椿の父。鉛毒で亡くなった。乙次郎を舞台で奈落に突き落としたと思われていて、乙次郎からは絶縁されていたが、実際に突き落としたのは異母弟の玉之丞であり、突き落としたのは新一郎と吹聴した正妻のためでもあった。乙次郎の下宿の購入費用なども工面している。
立花 玉之丞
乙次郎や新一郎とは腹違いの弟。正妻の子で乙次郎を奈落に突き落とした。
松原 琴子
富士映画社の「ナターシャの唄」のオーディションを受けた新人女優。美しいが演技は型どおりの人形的なものしかない。
甘味処で遭い、母親の言いなりではなく反抗するよう助言した乙次郎に恋するも、結核を患い「ナターシャの唄」の撮影開始前に亡くなる。
秋川 八重
数少ない女性活動弁士。七色の声を使い分けて人気上昇中。いじめにあっていた椿を助けたのが縁で立花家の下宿屋に住むことに。
八神 正太郎
活動写真の天才監督。自宅が火事になった際に、妻が撮影フィルムを取りに戻ったために亡くなったことで映画から遠ざかり、貧民街鮫河橋に住んでいる。鮫河橋の住居が火災になった際に、乙次郎が撮影フィルムを取りに行ったことで、映画界に戻る決心をし、立花家の下宿屋に住むことに。
乙次郎の逝去後に椿を主役に「ナターシャの唄」続編を製作しようとするが、病に倒れて果たせず。
野瀬
「八神組」の1人で衣装担当の女性。当初は美貌だけでナターシャを演じることになったと思って乙香（乙次郎）に険しい態度をとっていたが、乙香が男あり、なおかつ鷹男と相思相愛の関係にあると知ってからは、協力的になる。関東大震災後は椿の衣装係も務めたことが語られている。
小暮 糸
故人。新劇の女優であり、乙次郎と新一郎の実母の芸名。バイオリニストであった東海林鷲太郎（鷹男の実父）と不倫からの駆け落ちしたことで、鷹男の実母の心に深い傷を負わせる。
新劇「ナターシャの唄」のナターシャ役の候補でもあったが、年齢もあって竹尾須真子に役を取られることになる。
鷹男の母は、乙香を見て糸と間違え、より精神を錯乱させることになった。
都
東北から出てきた女優志願の娘。2週間で東北訛りを直すことを条件に竹尾須真子に弟子入りする。「青い鳥」では舞台で強すぎる存在感を出す椿のミチルに、控えめな存在としてチルチル役に抜擢される。
関東大震災後に大鐘小六と結婚する。
大泉 征一郎
竹尾須真子の隠し子。須真子によれば父親そっくりとのこと。
育ての父母との仲が悪いわけではないが、産みの母にひとめ会いたくて劇場を訪れ、椿の手引きで「人形の家」の舞台上でノーラの子どもの1人として対面を果たす。
第二次世界大戦中は従軍し、女優として軍隊の慰問を行っていた椿と中国大陸で20年ぶりに再会。その後、結婚することになるが、最終話までには先立っている。
アナトール プルシェンコ
ロシア人。バラライカを演奏し、ロシアでの生活を乙香に語ったことで、「ナターシャの唄」のエキストラにロシアの寒い空気感をもたらすことになった。
神戸の教会で乙香と再会し、乙香が乙次郎と知ってなおプロポーズするが断られる。社会主義者の会合に参加したかどで国外退去となる。
関東大震災と第二次世界大戦を経て全て消失していたと思われた「ナターシャの唄」のフィルムを所持しており、最終話で孫がそのフィルムを携えて現れ、21世紀に乙香たちの「ナターシャの唄」は世に知られることとなった。孫の言では、ナターシャ役の女優にプロポーズしたことを常々自慢していたとのこと。

## 書誌情報
- 赤石路代 『めもくらむ〜大正キネマ浪漫〜』 小学館〈フラワーコミックスアルファ〉、全6巻
  1. 2018年6月8日発売[5]、ISBN 978-4-09-870123-0
  2. 2018年10月10日発売[6]、ISBN 978-4-09-870275-6
  3. 2019年3月8日発売[7]、ISBN 978-4-09-870409-5
  4. 2019年8月9日発売[8]、ISBN 978-4-09-870538-2
  5. 2020年1月10日発売[9]、ISBN 978-4-09-870858-1
  6. 2020年7月10日発売[10]、ISBN 978-4-09-871101-7